# モガディシュの戦闘

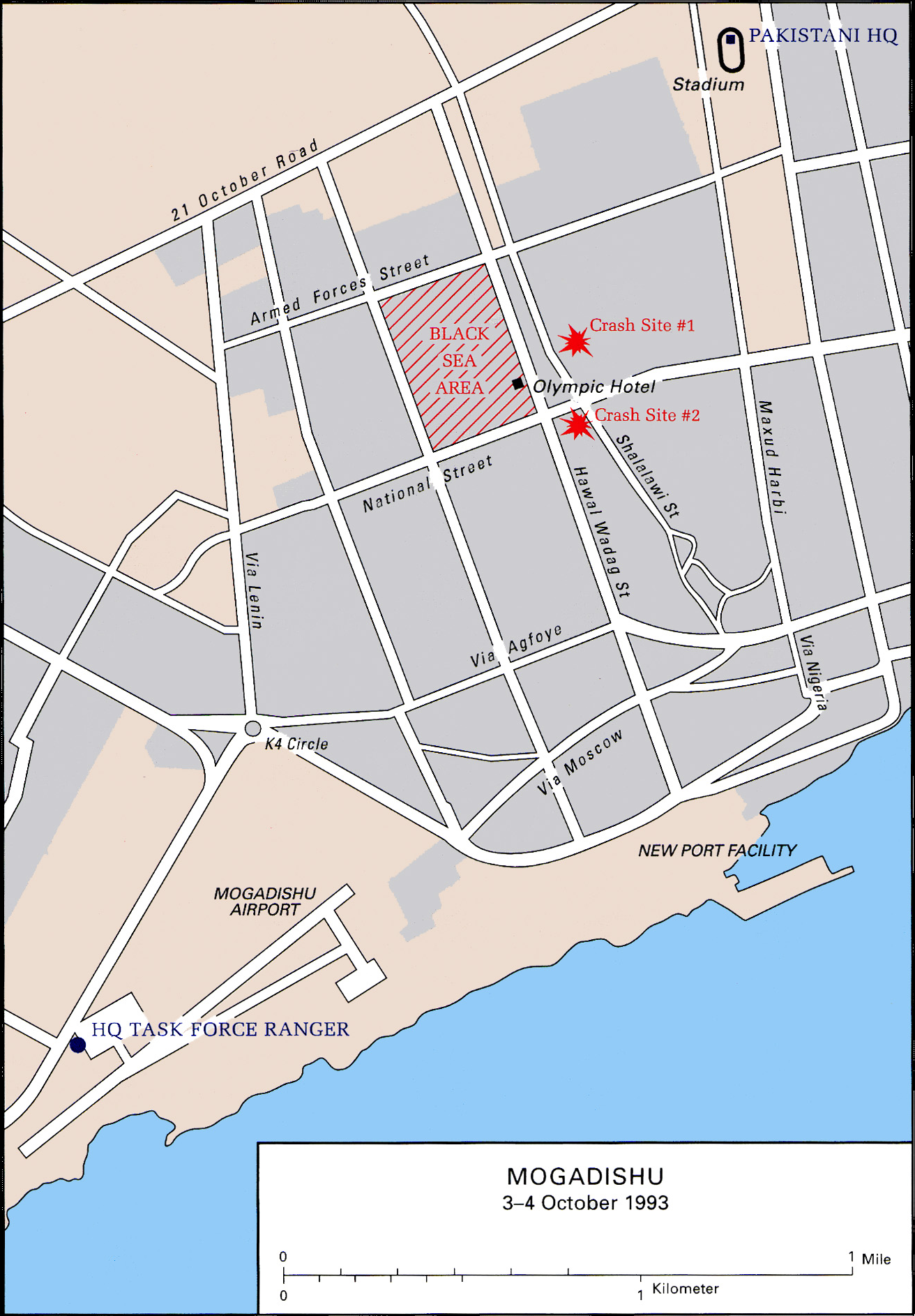
モガディシュの地図

モガディシュの戦闘（モガディシュのせんとう）は、1993年10月3日、ソマリアの首都モガディシュにおいてアメリカ軍とソマリア民兵とのあいだで発生し、のちにアメリカがソマリア内戦介入から撤収するきっかけとなった戦闘である。戦闘の激しかった地域の名を取って「ブラック・シーの戦い」とも呼ばれる。

## 概要
1993年10月3日に統合特殊作戦コマンド（JSOC）の実行した特殊作戦であり、ソマリアで行われたもので、第一目標はソマリア民兵の将軍であるモハメッド・ファッラ・アイディードの側近二人を捕らえることだった。後にこの出来事は世界中のメディアによって『モガディシュの戦闘』と名づけられた。
冷戦の終結と共に始まったソマリア内戦は泥沼化し、戦争による難民の飢餓が国際的な課題となった。国際連合（UN）は難民への食糧援助を行うため、平和維持活動から平和強制活動による軍事的介入を行った。アイディード派による敵対者たちへの軍事的包囲をやめさせ、飢餓状態を救おうとした。
作戦は国連主導のものではなく、米国（当時の大統領はビル・クリントン）が単独で行ったものであった。米軍は作戦を30分程度で終わらせる自信があったが、実際には15時間を費やし、2機のヘリコプターを失い、銃撃戦によって19名の米兵を殺害され（国連軍兵士2名を入れると21名）、ソマリア民兵・市民200名以上（米政府発表は1,000名以上）を殺害した。撃墜された1機目のヘリ「スーパー61」の『We got a Blackhawk down, We got a Blackhawk down（ブラックホークの墜落を確認、ブラックホークの墜落を確認）』という墜落時の交信で有名である。スーパー61が墜落した第一墜落地点は激戦地となった。
1999年、マーク・ボウデンにより'Black Hawk Down: A Story of Modern War'（邦題『ブラックホーク・ダウン　アメリカ最強特殊部隊の戦闘記録』早川書房刊）という本として出版され、2001年にはリドリー・スコット監督により、『ブラックホーク・ダウン』として映画化された。

## 作戦状況
主にレンジャーとデルタフォースから成るアメリカ特殊作戦部隊は、アイディード派の外務大臣オマール・サラッド・エルミン(Omar Salad Elmim)と最高政治顧問モハメッド・ハッサン・エワレ(Mohamed Hassan Awale)を捕らえる事を目的とした作戦コード「アイリーン」を発動した。

### 作戦計画
作戦コード「アイリーン」
1. ナイトストーカーズが航空支援を担当し、以下の機種が投入される。
  - MH-60 ブラックホーク
  - OH-6 カイユース
  - MH-6/AH-6 リトルバード - OH-6の特殊部隊向けモデル。
2. 侵入
  - タスクフォースレンジャーは、ブラックホークから迅速に目標ビルに降下し、建物の四隅を占拠し目標周辺の安全を確保する。
  - デルタフォースは、リトルバードから建物内に突入し、生きたまま対象人物を捕らえる。
3. 離脱
  - ハンヴィーの車両部隊が、全員を収容する。
  - ナイトストーカーズが空から支援する。

作戦開始後の数分間、4組のチョーク（積載班、ヘリコプターへの搭乗を前提として編成された戦闘班の意）から成るレンジャーが作戦対象のビルの四隅に展開し、安全地帯を確保する事に成功したものの、ソマリア人の住民や民兵の手により、ハンヴィーで構成された地上部隊が安全地帯に辿り着けないように、岩や火のついたタイヤを用いてモガディシュの通りにバリケードが作られていた。
モガディシュ街路の上空70フィート（約21メートル）でホバリングするヘリコプターからレンジャーおよびデルタフォースが降下、民兵のリーダーたちを捕らえるという任務を順調に達成したが、長時間に渡る遅延の間に、数分後にはソマリア民兵によってMH-60 ブラックホーク1機が撃墜された。
ブラックホークによる急襲部隊と車両から展開した地上部隊は互いを視認できないまま20分間ひたすらに戦線を維持していたが、何とか接触する事に成功する。だが、この直後に2機目のブラックホーク(スーパー64)が撃墜された。この際、デルタフォースの2人の狙撃員、ランディ・シュガート一等軍曹とゲーリー・ゴードン曹長が、近づきつつある民兵たちから負傷したブラックホークのパイロット（マイケル・デュラント准尉）を守るために地上に降下した。民兵の規模や攻撃の危険を知りつつ、また、統合タスクフォース指令センターからヘリにとどまった方がよいと助言されながらも、躊躇することなく地上に降下したその決断力からベトナム戦争以来の名誉勲章を授与された。しかし、両兵士とも数で勝る民兵たちによって殺害されている。

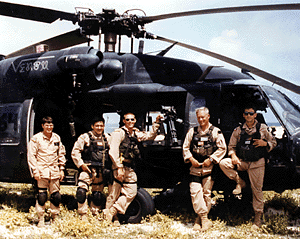
墜落したスーパー64の乗員達

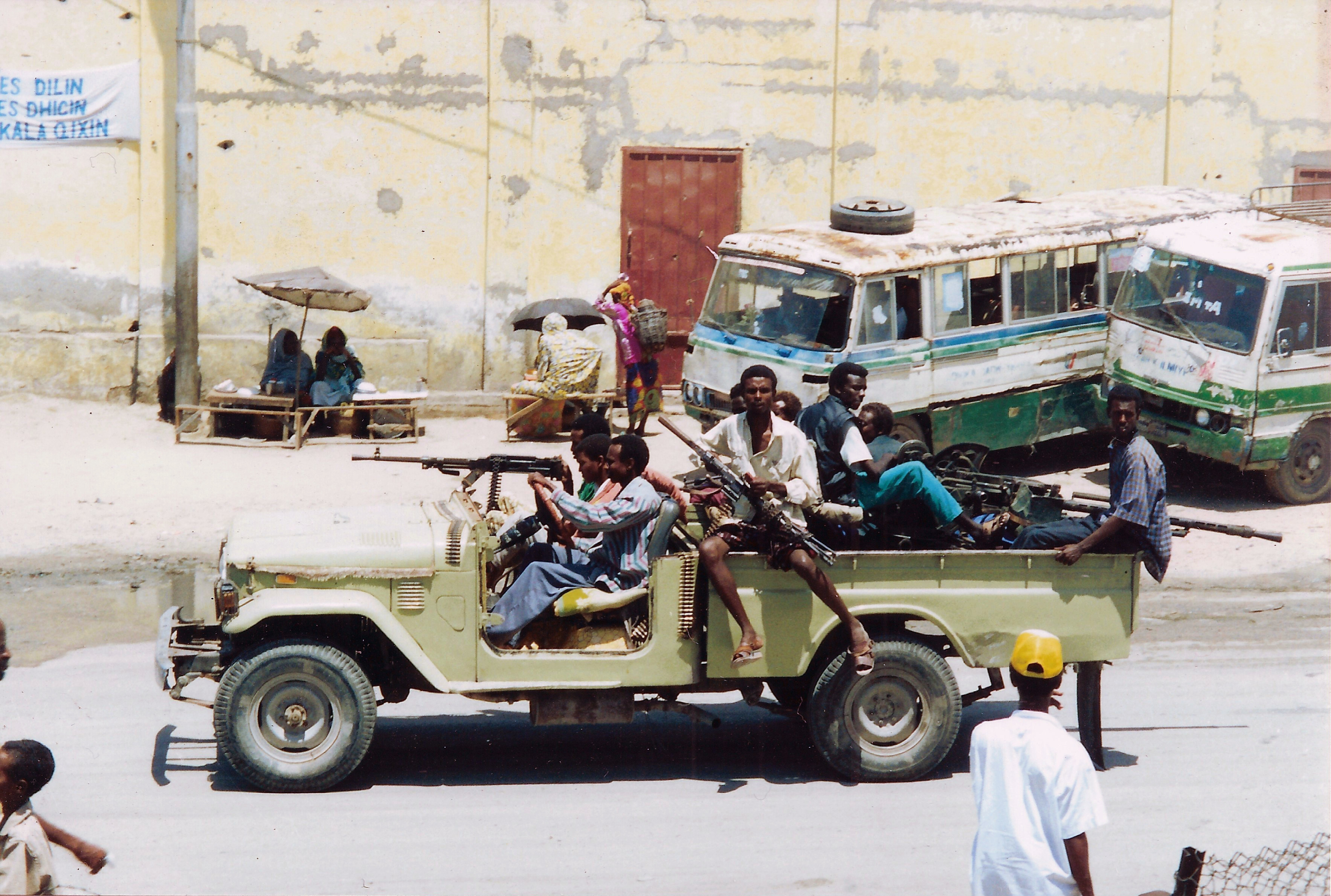
武装したソマリア民兵と武装車両（テクニカル）

地上部隊はやがて最初の墜落地点に到着した。約90人のレンジャーたちは激しい銃撃によって包囲された。航空支援が十分に受けられない状況下で、次の日の早朝に米軍第10山岳師団やマレーシアとパキスタンの国連部隊が救援に来るまで、レンジャーたちは夜通し戦い続けた。他の国連部隊による救援の計画や調整は作戦の困難さを考慮しながら行われたため、時間がかかった。
兵士たちの話によると、戦闘が続くにつれてアイディード派の民兵たちは兵士を遮蔽するために市民を彼らの前に押し出していた。しかしながら、アメリカ軍兵士が民兵を隠すような市民を何度もためらわずに射殺したため、市民による遮蔽は減った。また、少数の米兵（車両）を多数で挟み銃撃し、その流れ弾による同士討ちも多数目撃されている。
10月4日午前6時30分、米軍は国連のパキスタン・スタジアムに引き上げてきた。米兵18人が死亡・74人が負傷(後に1人死亡)、国連軍兵2人が死亡・9人が負傷していた。
この戦闘は、ソマリアの国連活動の中でアメリカ軍が直面したもっとも激しい市街戦のうちの1つであった。また、この戦いの後、死亡した米兵（上記の降下した2名とブラックホークの乗員）の遺体が裸にされ、住民に引きずり回されるという悲惨な映像が公開され、アメリカのニュース番組で放映された（後に身体を切断された状態で発見される）。これに衝撃を受けたアメリカ国民の間で撤退論が高まった。アメリカ世論を背景にビル・クリントンは1994年、ソマリアからの撤兵を決定したが、この戦闘が平和維持活動から撤退したことの理由の1つとして挙げられている。また、クリントンはこの作戦の痛手によって、その後は地上軍の派遣を渋り、ミサイルや航空機によるハイテク戦争への方向を推し進めていく。
この作戦の所期の目的は達成されたため「作戦上は成功」であったが、当初30分程度で終了する予定の任務が夜をまたいで15時間にもおよび、多くの犠牲を出した。